# 1990-es magyarországi népszavazás
Az 1990-es magyarországi népszavazást Király Zoltán független országgyűlési képviselő  kezdeményezte, hogy a köztársasági elnök megválasztásának jogát ne az Országgyűlés gyakorolja, hanem közvetlen elnökválasztásra kerüljön sor. Kezdeményezését az MSZP karolta fel, mivel lehetőséget keresett arra, hogy a jobboldali többségű parlamenttel szemben egy népszerű baloldali személyt juttasson államelnöki pozícióhoz. A népszavazás a kedvezőtlen nyár közepi időpont miatt érdektelenségbe fulladt, országos szavazáson azóta sem volt ilyen alacsony választói aktivitás.

## Háttér
Az 1989-es úgynevezett négyigenes népszavazás legnagyobb politikai küzdelmet kiváltó kérdése a köztársasági elnök megválasztására vonatkozott. A szavazáson – igaz csak kis többséggel – a kezdeményező pártok (SZDSZ, Fidesz, FKGP és MSZDP) álláspontja győzedelmeskedett, így a köztársasági elnök megválasztására csak az 1990-es országgyűlési választások után kerülhetett sor. Ezzel meghiúsult az akkor kormányzó MSZP azon törekvése, hogy a még MSZP-s többségű Országgyűlés az első szabad választások előtt köztársasági elnökké válassza a baloldalhoz kötődő, de országos viszonylatban népszerű Pozsgay Imrét.
Az 1990-es tavaszi választásokon az MSZP vereséget szenvedett a rendszerváltó pártoktól. Az új Országgyűlésben többségben lévő MDF és SZDSZ április 29-én paktumot kötött a kormányzat stabilitása érdekében. A 20 pontos egyezménynek része volt a köztársasági elnök Országgyűlés általi megválasztása is. A köztársasági elnök megválasztásának e módja ismételten megosztotta a társadalmat, továbbra is népszerű maradt a közvetlen elnökválasztás gondolata. E gondolat jegyében Szeged országgyűlési képviselője, a független Király Zoltán aláírásgyűjtést indított a választást a nép döntésére bízó népszavazás érdekében.
Az MSZP vezetése ez időben már a közvetlen elnökválasztást támogatta és a párt számára több szempontból is előnyösnek látszott az elnökválasztás kérdésének napirenden tartása. A közvetlen elnökválasztás támogatása által az MSZP szerette volna levetkőzni a nevéhez társított utódpártiság látszatát és tanúságot tenni a demokrácia iránti elkötelezettségéről.
Az MSZP a választások után „politikai karanténba” került, a többi parlamenti párt a látszatát is kerülte annak, hogy egyes kérdésekben közösséget vállal a szocialistákkal. Az MSZP tudatában volt annak is, hogy több parlamenti párt korábban a közvetlen elnökválasztás pártján volt. Az elnökválasztás kérdésének újratárgyalásával megtörhetőnek látszott a baloldali párt elszigeteltsége és az MSZP által „paktumpártoknak” nevezett koalíció egysége.
Az MSZP ezen indokok miatt döntött Király Zoltán képviselő aláírásgyűjtésének támogatása mellett. Az aláírások gyűjtésére országszerte mozgósították az MSZP helyi szervezeteit. A szervezés sikeres volt, mindössze egy hét múlva, 1990. június 18-án Szekeres Imre 173 000 aláírást adott át Szabad Györgynek. Az Országos Választási Bizottság hamarosan jelezte, hogy 160 000 aláírást hitelesnek fogadott el, így az Országgyűlés napirendjére vette a népszavazás kiírását. Nem volt ugyanakkor egyértelmű a népszavazásra feltett kérdés, az idő rövidsége miatta az íveken 8 különböző módon tüntették fel azt.
Az Országgyűlés 1990. július 8-i ülésén határozott a népszavazás kiírásáról. A vita során az SZDSZ kifogásolta, hogy a szocialista képviselők gyárakban és TSZ-ekben gyűjtötték a támogató aláírásokat. Az MSZP azt szerette volna elérni, hogy az őszre tervezett helyhatósági választásokkal egy időben kerüljön sor a népszavazásra, így garantálva az érvényességhez kellő részvételi arányt. A kormánypártok - tartván magukat az MDF és az SZDSZ megállapodásához - a népszavazás lehető leggyorsabb lebonyolítása mellett érveltek. A Kormány és az SZDSZ ezzel a köztársasági elnök megválasztásának időpontját kívánta előrehozni. Az Országgyűlés végül is a július 29-i időpont mellett foglalt állást.

## Kérdés
- Kívánja-e Ön, hogy a köztársasági elnököt közvetlen módon válasszák meg?

## Kampány
A népszavazás kampánya szinte láthatatlan maradt, témája döntően a részvétel vagy távolmaradás kérdése volt. A kormánypártok és a velük paktumot kötő SZDSZ semmiféle kampánytevékenységet nem fejtett ki. Az MSZP számára a kampányolás jelentős nehézségekbe ütközött. A párt csak a hozzá közel álló Népszabadságban helyezett el kis számú hirdetést. Az elektronikus médiában folytatott kampány majdnem el is maradt; a Magyar Rádió hosszú időn át nem vállalta az MSZP hirdetésének lejátszását, mivel a rádió vezetése szerint nem volt kampányidőszak. (A baloldali párt üzenete végül csak július 20-án jelenhetett meg, akkor is csak a kereskedelmi célú reklámblokkban.) A kormányoldal leghangosabb megszólalója Torgyán József volt, aki a szavazás előtt kevéssel arra hívta fel a szavazókat, hogy maradjanak távol a szavazástól, mivel az MSZP kezdeményezése csak arra jó, hogy akadályozza a gazdasági hanyatlást meggátló döntések meghozatalát. A szavazás előtti utolsó napokban Király Zoltán egy részvételre buzdító felhívással fordult a közvéleményhez. Horn Gyula a Népszabadságban jelentette meg a népszavazási részvételt szorgalmazó írását. A kis számú kormánypárti megszólaló a szavazás jelentőségének csökkentésére helyezte a hangsúlyt, a Kisgazdapárt szegedi területi elnöke egyszerűen hülyeségnek nevezte a referendumot.

## Szervezési nehézségek
A népszavazás július 8-i kiírása szinte teljesen készületlenül érte az államapparátust. A szavazatszedő bizottságok munkájában közreműködő tanácsi dolgozókat már szabadságra engedték, az Országos Választási Iroda pedig a szeptemberre várt önkormányzati választásokra készülődött. Ilyen körülmények között jelentős erőfeszítéseket igényelt a szervezők részéről, hogy a szavazatszedő bizottságok működéséhez szükséges 50 000 főt mozgósítsák. A pártoknak is nehézségeket okozott a szavazásokon részt vevő delegáltak mozgósítása. Általános volt az, hogy a szavazatszedő bizottságokban a semleges tagokon kívül csak az MSZP által delegált személy vett részt. A gyors szervezés rányomta bélyegét a népszavazás egészére: az ország egyes vidékein, különösen a tanyás térségekben a választók nem is értesültek a szavazásról, egyes helyeken pedig a szavazóhelyiségek kijelölése sem történt meg.

## A szavazás eredménye

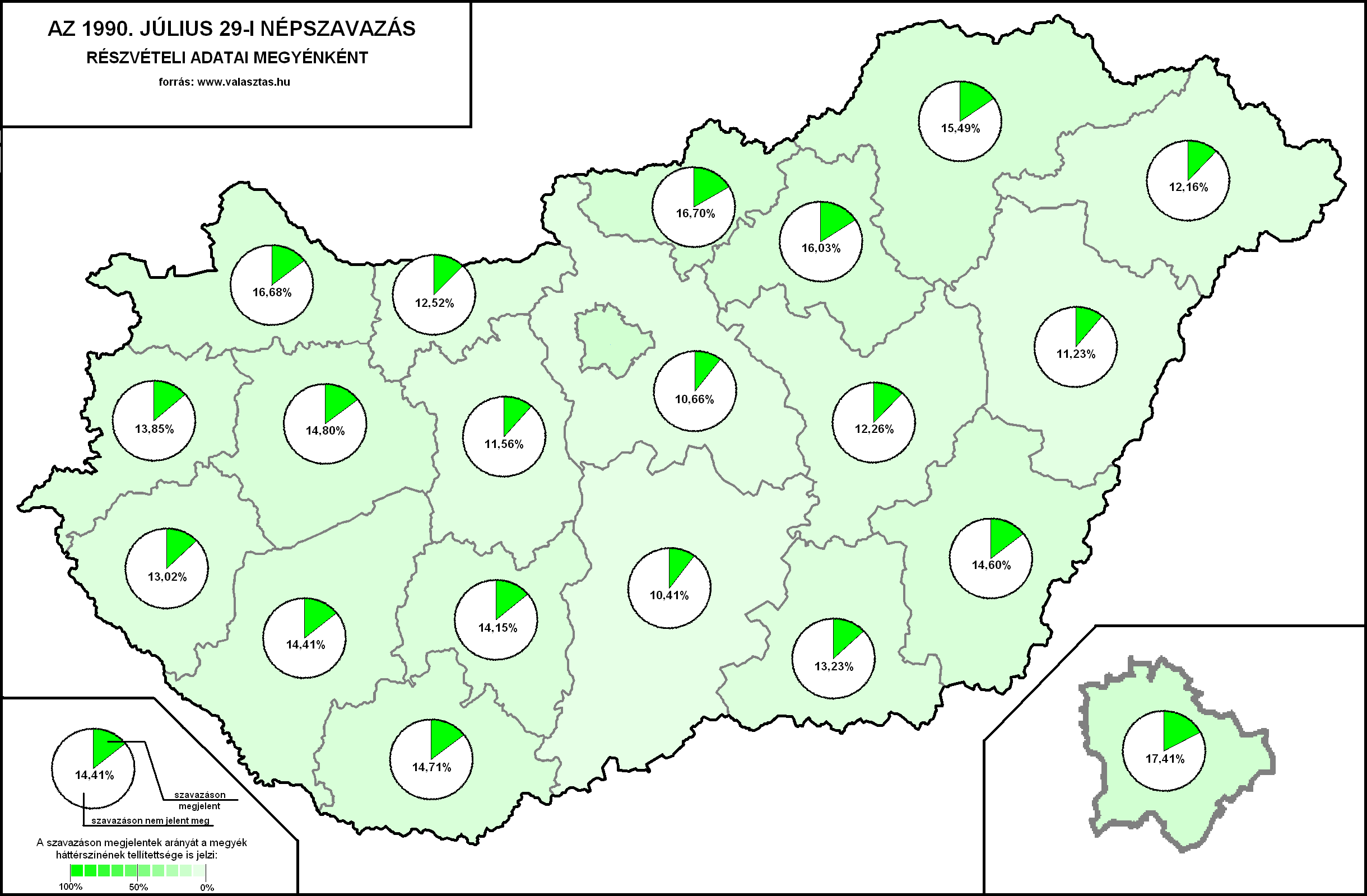
A szavazás részvételi adatai térképen

### Részvétel
Az előzetes felmérések alapján a választásra jogosultak 45%-a kívánt véleményt nyilvánítani a népszavazáson. Július vége azonban a szabadságolások és a mezőgazdasági szezonmunkák miatt igen kedvezőtlen időpont egy választás megtartására. Bár a népszavazás kampányában felhívták a figyelmet az ideiglenes tartózkodási helyen való voksolás lehetőségére, így is csak 7,8 millió választópolgár 14%-a járult az urnákhoz. A legtöbben Budapesten (17,4%) és Nógrád megyében szavaztak, Hajdú-Bihar megyében viszont csak 11% voksolt. Mivel az érvényességhez legalább a jogosultak 50%-ának részvétele volt szükséges, így az 1990-es népszavazás érvénytelenül ért véget.

### Eredmény

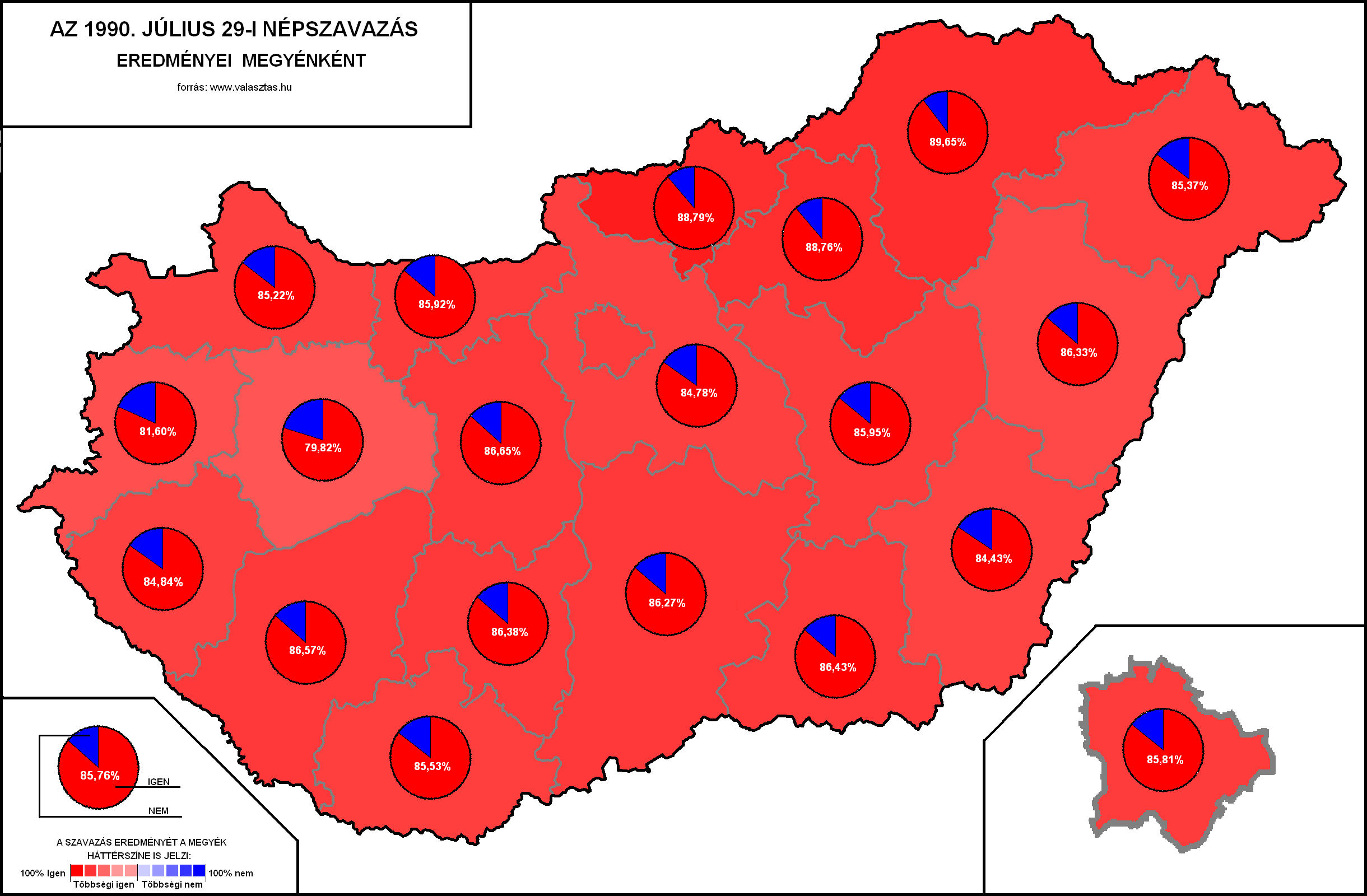
A népszavazás eredményei megyénként

| A köztársasági elnök megválasztásáról szóló népszavazás eredménye (1990. július 29.) | A köztársasági elnök megválasztásáról szóló népszavazás eredménye (1990. július 29.) | A köztársasági elnök megválasztásáról szóló népszavazás eredménye (1990. július 29.) | A köztársasági elnök megválasztásáról szóló népszavazás eredménye (1990. július 29.) |
| ------------------------------------------------------------------------------------ | ------------------------------------------------------------------------------------ | ------------------------------------------------------------------------------------ | ------------------------------------------------------------------------------------ |
| Szavazásra jogosultak száma                                                          | 7 802 834 fő                                                                         | 100%                                                                                 |                                                                                      |
| Megjelentek száma                                                                    | 1 093 612 fő                                                                         | 14,01%                                                                               |                                                                                      |
| – Ebből érvénytelen                                                                  | 9 069 db                                                                             | a megjelentek 0,84%-a                                                                |                                                                                      |
| – Ebből érvényes                                                                     |                                                                                      |                                                                                      |                                                                                      |
| Válaszok                                                                             | Száma                                                                                | Aránya                                                                               |                                                                                      |
| Igen                                                                                 | 926 823                                                                              | 85,90%                                                                               |                                                                                      |
| Nem                                                                                  | 152 076                                                                              | 14,10%                                                                               |                                                                                      |
| Összesen                                                                             | 1 078 899                                                                            | 100,00%                                                                              |                                                                                      |

## Politikai következmények

### Reakciók
A szavazást kezdeményező Király Zoltán szerint a népszavazás kiábrándító eredménnyel zárult. Az egyre nehezebb körülmények között élő választók szerinte nem értették meg az elnökválasztás kérdésének fontosságát, a kormánypártok elhallgatásra épülő stratégiája pedig sikeres volt. Az igen alacsony részvételi arány egy pillanatra megrémítette az MSZP-t, amelynek vezetése tartott attól, hogy a pártot nem pusztán a politikai versenytársak, de a közvélemény is kiközösítéssel sújtja. A népszavazás estéjén az eredményeket értékelő Jánosi György szerint a részvétel minden várakozásukat alulmúlta, felelősként pedig a nyárközepi időpontot a kormánypártok hallgatását és a Kisgazdák bojkottfelhívását nevezte meg. Horn Gyula maga is azt nyilatkozta, hogy a szocialisták maguk is megosztottak voltak a népszavazás kérdésében, a párttagok egy része nem hitt a kérdés fontosságában, a párt néhány képviselője pedig nyíltan fölöslegesnek nevezte a referendumot. Jánosi és Horn Gyula is óvott attól, hogy a népszavazás részvételi arányaiból az MSZP népszerűségére következtessenek.

### A szavazás hatása
Az érvénytelenül végződött népszavazás semmire sem kötelezte az Országgyűlést. A meghiúsult népszavazási kísérlet után néhány nappal, 1990. augusztus 3-án az Országgyűlés a Magyar Köztársaság elnökévé választotta Göncz Árpádot. Támogatta őt a Magyar Szocialista Párt képviselőcsoportja is hangsúlyozván, hogy nem Göncz Árpád személyével, hanem a megválasztásának módjával nem értenek egyet.
Az MSZP nem tudott kitörni az elszigeteltségből. A baloldal támogatottsága továbbra is alacsony volt és megmaradt a többi párt baloldal-ellenes egysége is. Az MDF és az SZDSZ parlamenti együttműködése egészen az 1990. őszi taxisblokádig kitartott. A köztársasági elnök megválasztásának módja azóta is visszatérő eleme a magyar politikának. Időről időre felvetődik az elnök közvetlen választásának kérdése a politikai pártok közötti polémiában, de több erre irányuló népszavazási kezdeményezés volt már. A köztársasági elnök megválasztását az Alkotmány rendeli az Országgyűlés hatáskörébe, erre hivatkozva az Országos Választási Bizottság visszautasítja minden erre irányuló népszavazási kezdeményezés hitelesítését.